# غاتي
غاتي هو لاعب كرة قدم برازيلي في مركز حراسة المرمى، ولد في 5 سبتمبر 1984 في ساو كارلوس في البرازيل. لعب مع جمعية أرابيراكا الرياضية ونادي أنابولينا ونادي برازيليا ونادي جوفنتودي ونادي كروزيرو ونادي كويابا.